# Karategi

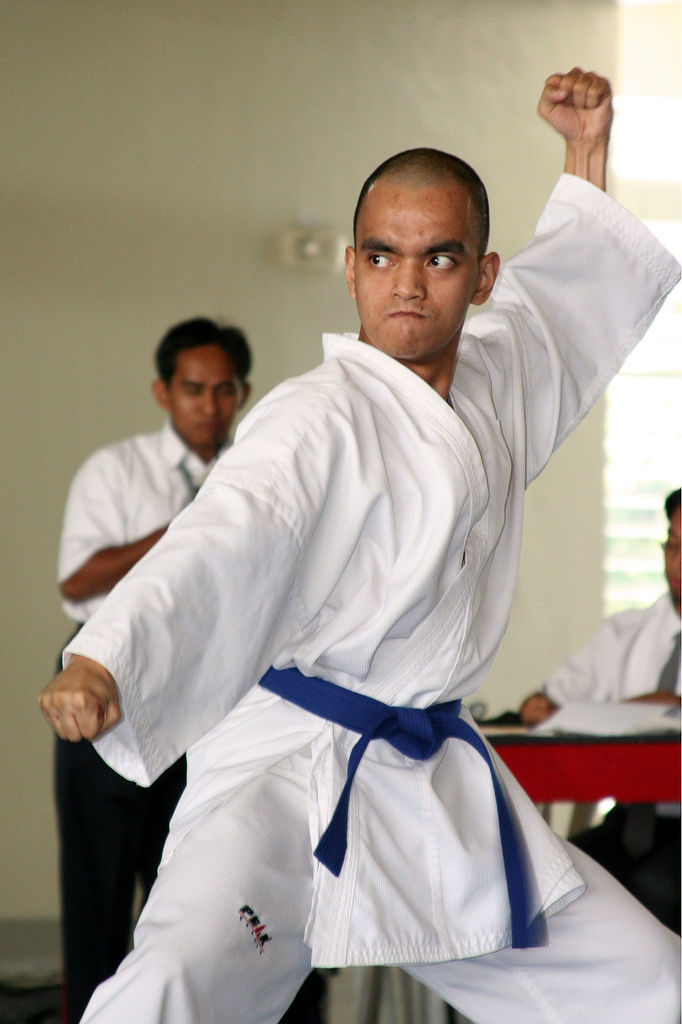
Un karateka amb el seu karategi.

El karategi (空手着 o 空手衣) és un nom japonès que fa referència a l'uniforme dels karatekes. És un tipus de keikogi. És un uniforme de color blanc, lleuger i flexible. Els karategis solen pesar la meitat que els judogis a causa de la naturalesa dels seus moviments.

## Història
El karategi el va presentar per primera vegada Jigoro Kano, sensei de Gichin Funakoshi, qui era judoka.
Funakoshi portar l'uniforme a Okinawa, on es va estendre cap als dojos i altres estils de lluita.